# Glennkill
Glennkill – Ein Schafskrimi (in italiano Glennkill – Un giallo di pecore). Glennkill è la prima opera di Leonie Swann, pseudonimo di un'autrice tedesca nata nel 1975 vicino a Monaco di Baviera. Leonie Swann ha studiato filosofia, psicologia e letteratura inglese a Monaco, e mentre scriveva la sua tesi di laurea ha cominciato a creare la trama di Glennkill.
Glennkill non è un giallo tipico, non soltanto perché i protagonisti sono delle pecore, ma anche perché non è tanto ricco di suspense; tuttavia è una storia spiritosa, affettuosa e piena di fantasia.
La storia, ambientata nel paese irlandese di Glennkill, tratta di un gregge di pecore che fa luce sull'omicidio del suo pastore, grazie al fiuto della pecora Miss Maple. Il fascino della storia è che tutto viene visto con gli occhi delle pecore e Leonie Swann non le ha umanizzate ma dà una credibile impressione del loro modo di pensare e della loro vista del mondo e degli uomini.

## Trama
Una mattina il pastore George Glenn giace a terra, inanimato, con una vanga nel petto. Per le pecore è chiaro tutto: è stato assassinato dalla vanga. Nessuno sarebbe sopravvissuto a una vanga! Solo Miss Maple, la pecora più intelligente del gregge e forse di tutto il mondo (questo non lo si sa con esattezza perché la sua intelligenza si mostra proprio nel fatto che non abbia mai partecipato alla stupida competizione chiamata “smartest-sheep-of-glennkill-contest”), vuole sapere chi ha ucciso veramente George. Così convince il gregge che si debba trovare l'assassino e il suo movente. Per fortuna, George aveva letto alle sue pecore vari libri, tra cui anche un giallo, anche se quest'ultimo non l'aveva letto sino alla fine. Con queste poche conoscenze della criminalistica, le pecore cominciano a fare gli investigatori. Naturalmente non è molto facile capire gli esseri umani con la logica di una pecora, ma comunque le pecore seguono tenacemente gli indizi. Fra la chiesa del paese Glennkill e il pascolo, fra la costa a picco e il camion del pastore succedono tanti avvenimenti che le pecore, – camuffate come pecore normali e pascolando con un'espressione disinteressata e facendosi prendere dal panico per ogni piccolezza, osservano attentamente. Dalle loro ricerche risultano molte persone sospette: il macellaio Ham perché sa della morte, Gabriel (il pastore ad interim) perché viene con le sue pecore strane sul pascolo, e in primo luogo Dio perché tutti parlano di lui quando si tratta di George e perché è molto misterioso avendo, per esempio, un agnello che non è un agnello! Allora le pecore osservano gli uomini che vengono al pascolo e ascoltano attentamente di che cosa e di chi parlano. Le più coraggiose fra loro vanno anche nel paese e seguono abilmente i sospettati fino alle loro case per osservarli dalle finestre e origliarli. Ricercano anche la casa di Dio, un edificio molto strano con una persona con il sangue senza odore: è ferita su una croce ma non si sente niente. Scoprono una novità importante nel confessionale – dove Otello (il montone coraggioso) vuole nascondersi e poi mimare il pastore. Dappertutto le pecore cercano di sfruttare le loro esperienze e abilità, per esempio, alcune formano delle squadre con Sir Ritchfield che vede tutto, Mopple the Whale che può ricordarsi di tutto che Sir Ritchfield ha visto, e Miss Maple che ne deduce la conclusione e la prossima azione. Così vengono fatte molte scoperte e nonostante molti equivoci alla fine trovano la soluzione. Resta ancora il problema di farlo capire agli uomini, ma anche in ciò sono molto ingegnose.
- Dopo la scoperta di George sul prato: “Naturalmente ci sono stati alcuni gridi sconsiderati: ‘Chi ci porterà il fieno?' oppure ‘Un lupo! Un lupo!'. Però Miss Maple aveva presto fatto in modo che non scoppiasse il panico. Spiegava che in piena estate sull'erba più verde e ricca solamente uno stupido mangerebbe del fieno e che nemmeno i lupi più furbi introducono una vanga nel corpo della loro vittima.”
- “Un agnello domandò: ‘Rivivrà lo spirito di George?'. Cloud si piegava con calma sull'agnello all'agnello e gli permetteva di stringersi alla sua lana ricca. Maude diceva: ‘No, piccola, lo spirito di George non rivivrà. Gli Uomini non hanno nessuno spirito. Nessun'anima, nessuno spirito. È così semplice.' ‘Come puoi dire questo’, protestava Mopple. ‘Ma non sappiamo affatto se anche gli uomini hanno un'anima. Forse non è probabile, ma è possibile.' ‘Ogni agnello sa che l'anima si trova nell'odorato. E gli uomini non possono odorare bene.’

## Personaggi
La protagonista
- Miss Maple, la pecora più intelligente del gregge, forse anche di Glennkill e del mondo. È curiosa, tenace e di buon'intuizione.

Le pecore
- Sir Ritchfield, un vecchio montone a capo del gregge, non può più sentire e ricordarsi bene, ma ha ancora un'ottima vista.
- Mopple the Whale, la pecora della memoria: non dimentica mai qualcosa che ha sentito; e ha sempre fame.
- Otello, un montone nero con un misterioso passato nel circo; non ha paura di niente e si guadagna il rispetto degli uomini solamente con la sua apparenza sinistra.
- Melmoth, il montone gemello di Sir Ritchfield che è sparito quando era ancora agnello e spunta all'improvviso dopo la morte di George.
- Maude, la pecora che è orgogliosa di avere un ottimo fiuto; non è convinta che gli uomini abbiano un'anima perché non ci sono prove.
- Heide, una pecora giovane e vivace che non pensa prima di parlare.
- Cloud, la pecora più lanosa che ha una sua filosofia sulle nuvole e le pecore.
- Lane, la pecora più veloce che possiede il senso pratico.
- Cordella, una pecora che ama le parole strane.

Le persone
- George Glenn, il pastore
- Kate, la moglie di George
- Rebecca, la figlia di George che non ha mai conosciuto suo padre
- Beth, una vera amica di George
- Ham, il macellaio di Glennkill
- Gabriel, il pastore ad interim con le pecore strane
- “Dio”, il pastore del paese

## Particolarità letterarie
Il libro è scritto dalla prospettiva delle pecore. Esistono altri libri scritti dal punto di vista degli animali, per esempio dei gatti (“Felidae” di Akif Pirinçci) e non è la prima volta che le pecore sono protagoniste nella letteratura, per esempio nel libro “Mondschaf” ("La pecora della luna") di Christian Morgenstern.
Un'altra particolarità di questo libro è che Leonie Swann fa molte allusioni ad altre opere letterarie nelle nome delle pecore: Miss Maple è ovviamente tratta dai gialli di Agatha Christie con l'investigatrice famosa Miss Marple. Otello, il montone nero, ricorda l'Otello di Shakespeare ("Il Moro di Venezia") e Melmoth, anche chiamato Melmoth, è la pecora errante del romanzo di Charles Robert Maturin “Melmoth the wanderer”. Inoltre l'opera si riferisce a ”Animal Farm” (La fattoria degli animali) di George Orwell, “Wuthering Heights” (Cime tempestose) di Emily Brontë ed anche a storie di Edgar Allan Poe. In più si trovano varie allusioni e citazioni ironiche su temi ben conosciuti, per esempio, la discussione sul problema dell'“anima in altre specie” oppure critiche alla chiesa come quando una pecora dice: “sono maledettamente contento che questo Signore non sia il mio pastore!”.

## Recensione e premi
Nei primi sei mesi dopo la pubblicazione sono state vendute 120 000 copie del libro e il quotidiano tedesco FAZ (Frankfurter Allgemeine Zeitung, 11.1.06) ha commentato “un debutto-giallo di grande successo!”.
Glennkill ha vinto il premio “Friedrich Glauser” nel settore debutto nel 2006 – il premio tedesco più importante per gialli dopo il “Deutscher Krimipreis”.
Glennkill è stato pubblicato in circa 20 lingue straniere e ci sono richieste per i diritti per girare un film. A causa di questo successo Leonie Swann ha scritto un secondo librocon le pecore di George Glenn: Il lupo Garou.

## Opere (tedesche) di Leonie Swann
- Glennkill. Ein Schafskrimi. München: Goldmann, 2005. ISBN 3-442-30129-7
- Glennkill. Audio-libro (5 CD). München: Random House Audio, 2005. ISBN 3-86604-009-1

## Edizioni
- Leonie Swann, Glennkill – Ein Schafskrimi, Weltbild-Verlag, 2005,  p. 376, ISBN 3-8289-8730-3.
- Leonie Swann, Glennkill, Bompiani, 2006,  p. 371, ISBN 88-452-5617-0.